# Novolakszkojei járás
A Novolakszkojei járás (oroszul: Новолакский район) Oroszország egyik járása Dagesztánban. Székhelye Novolakszkoje.

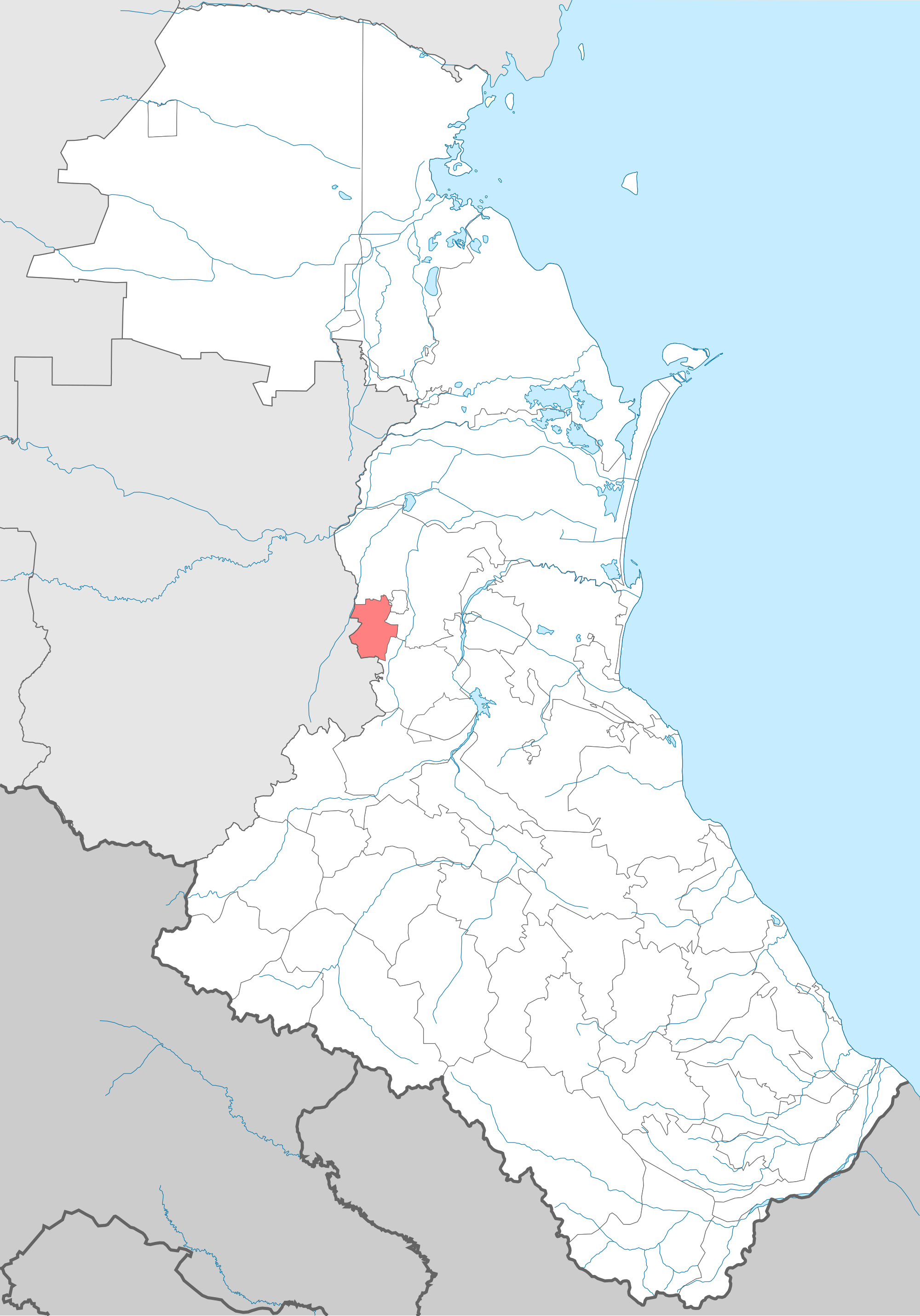
A Novolakszkojei járás Dagesztánban

## Népesség
- 1989-ben 13 430 lakosa volt, melyből 6 837 lak (50,9%), 3 294 avar (24,5%), 3 076 csecsen (22,9%), 97 dargin, 35 orosz, 34 kumik, 14 lezg, 7 azeri, 5 rutul, 3 tabaszaran.
- 2002-ben 22 019 lakosa volt, melyből 10 132 lak (46%), 6 352 csecsen (28,8%), 5 229 avar (23,7%), 122 dargin, 52 kumik, 40 orosz, 24 lezg, 11 rutul, 7 azeri, 5 tabaszaran, 3 nogaj, 1 agul.
- 2010-ben 28 556 lakosa volt, melyből 13 852 lak (48,5%), 7 922 csecsen (27,7%), 6 255 avar (21,9%), 101 orosz, 100 dargin, 54 kumik, 43 lezg, 23 rutul, 15 azeri, 8 nogaj, 4 tabaszaran, 1 agul.